# Resolució 1901 del Consell de Seguretat de les Nacions Unides
La Resolució 1901 del Consell de Seguretat de les Nacions Unides fou adoptada per unanimitat el 16 de desembre de 2009. Després de recordar les resolucions anteriors, inclosa les 935 (1994),  503 (2003) i 1534 (2004), el Consell va assenyalar que el Tribunal Penal Internacional per a Ruanda no completarà el seu treball el 2010.
La resolució té per objecte ampliar el mandat de tots els jutges del Tribunal fins al 30 de juny de 2010 i apel·lar els jutges fins al 31 de desembre de 2012, demanant al President del Tribunal que presenti un calendari de tots els casos i qualsevol extensió del mandat dels jutges. El Consell també modifica de forma temporal l'article 11 del paràgraf 1 de l'Estatut del Tribunal Internacional per augmentar el nombre de jutges ad litem que actuen al Tribunal de nou a dotze.